# Acid iocarmic
Axit iocarmic là một phân tử được sử dụng làm thuốc cản quang.